# Michihiro Ozawa
Michihiro Ozawa (jap. 小沢通宏 Ozawa Michihiro; ur. 25 grudnia 1932 w prefekturze Tochigi) – japoński piłkarz, reprezentant kraju.

## Kariera klubowa
Od 1955 do 1967 roku występował w klubie Toyo Industries.

## Kariera reprezentacyjna
Karierę reprezentacyjną rozpoczął w 1956, a zakończył w 1964 roku. W sumie w reprezentacji wystąpił w 36 spotkaniach. Został powołany do kadry na Igrzyska Olimpijskie w 1956 roku.

## Statystyki
| Reprezentacja Japonii | Reprezentacja Japonii | Reprezentacja Japonii |
| Rok                   | Mecze                 | Gole                  |
| --------------------- | --------------------- | --------------------- |
| 1956                  | 3                     | 0                     |
| 1957                  | 0                     | 0                     |
| 1958                  | 4                     | 0                     |
| 1959                  | 9                     | 0                     |
| 1960                  | 1                     | 0                     |
| 1961                  | 6                     | 0                     |
| 1962                  | 7                     | 0                     |
| 1963                  | 5                     | 0                     |
| 1964                  | 1                     | 0                     |
| Razem                 | 36                    | 0                     |